# Авиационные происшествия Аэрофлота 1972 года

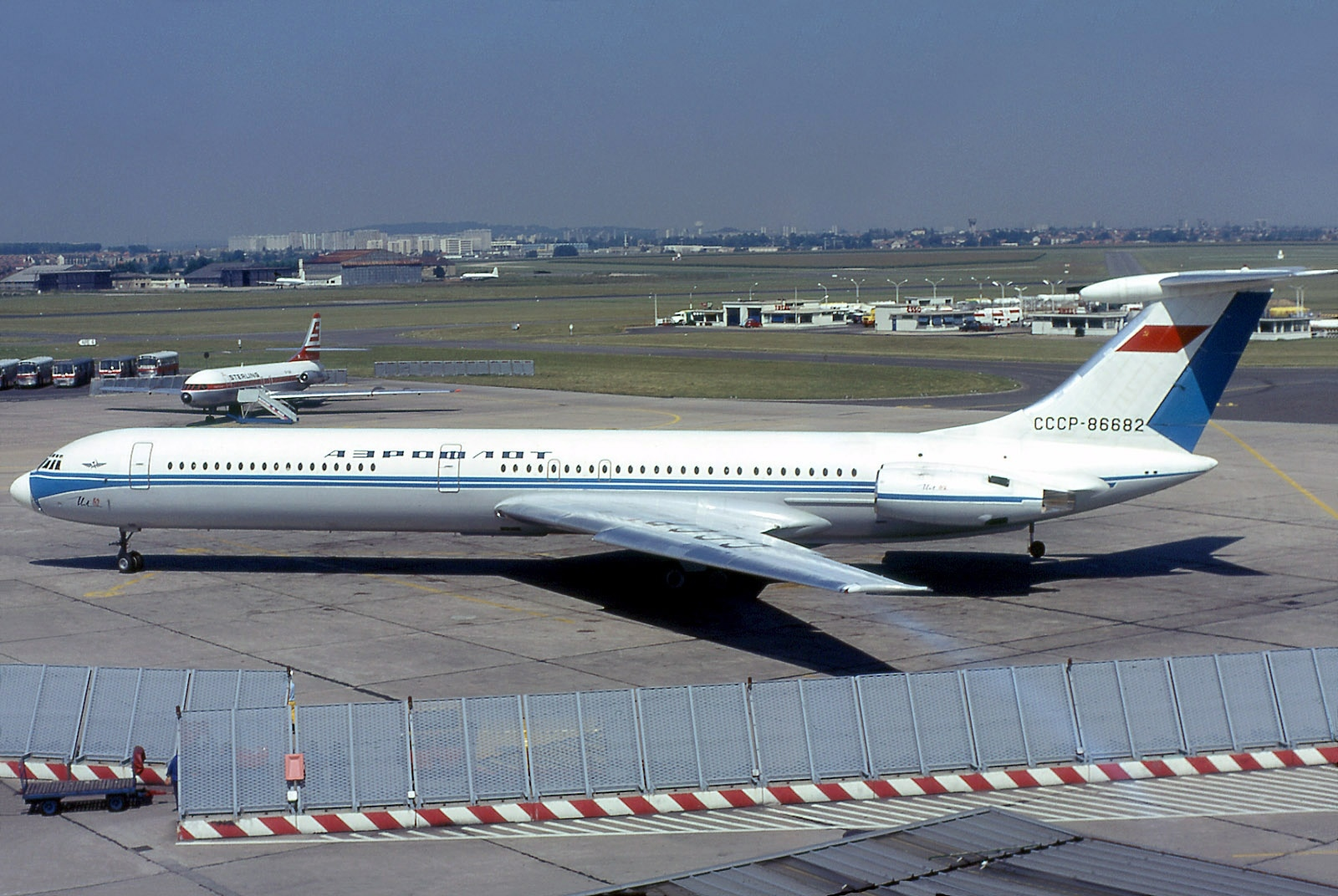
Ил-62 предприятия «Аэрофлот»

Авиационные происшествия и инциденты, включая угоны, произошедшие с воздушными судами Министерства гражданской авиации СССР (Аэрофлот) в 1972 году.
В этом году крупнейшая катастрофа с воздушными судами предприятия «Аэрофлот» произошла в пятницу 13 октября к северу от Москвы на берегу Нерского озера, когда самолёт Ил-62 при заходе на посадку потерял высоту и врезался в землю, при этом погибли 174 человека — на тот момент это была крупнейшая авиационная катастрофа в мире (подробнее…).
Отдельно стоит отметить, что в истории авиации 1972 год характеризуется как самый «кровавый», за исключением периода Второй мировой войны. По данным сайта Bureau of Aircraft Accidents Archives. Дата обращения: 28 июня 2018. Архивировано 6 мая 2021 года., который однако не учитывает происшествия с вертолётами, всего за 1972 год в авиакатастрофах погибли более 3,3 тысячи человек — больше только в 1945, 1944 и 1943 годы, — более 4 тысяч жизней в каждом. Непосредственно в катастрофах воздушных судов предприятия «Аэрофлот» за данный год погибли более 6 сотен человек, при этом 507 жизней унесли четыре катастрофы с более чем ста погибшими в каждой.

## Список
Отмечены происшествия и инциденты, когда воздушное судно было восстановлено.
| Дата                  | Место                                                                                    | ВС      | Бортовой номер | Управление          | Жертв   | Описание | И      |
| --------------------- | ---------------------------------------------------------------------------------------- | ------- | -------------- | ------------------- | ------- | --- | ------ |
| февраль 1972 года     | Ростов-на-Дону                                                                           | Ан-10   | 11142          | Украинское          | ?/?     | Уничтожен пожаром при техническом обслуживании на АРЗ-412 | [ 2 ]  |
| 20 февраля 1972 года  | Хива                                                                                     | Ми-1М   | 17875          | Узбекское           | 0/?     | Разбился при посадке с боковым ветром | [ 3 ]  |
| 22 февраля 1972 года  | Липецк                                                                                   | Ан-24   | 46732          | Центральных районов | 0/13    | Грубая посадка до ВПП из-за преждевременного перевода воздушных винтов в режим реверса | [ 4 ]  |
| 27 февраля 1972 года  | Канглы, близ Минеральных Вод                                                             | Ан-24Б  | 46418          | Северо-Кавказское   | 0/47    | Грубая посадка до ВПП из-за преждевременного перевода воздушных винтов в режим реверса | [ 5 ]  |
| 13 марта 1972 года    | близ Фрунзе                                                                              | Ми-8    | 22486          | Киргизское          | 0/?     | Вынужденная посадка после отказа управления хвостовым винтом | [ 6 ]  |
| 14 марта 1972 года    | Яглуджа, близ Марнеули                                                                   | Ми-2    | 23852          | Грузинское          | 3/3     | Столкновение с горой после взлёта в СМУ | [ 7 ]  |
| 19 марта 1972 года    | Центральный, Омск                                                                        | Ту-104Б | 42408          | Восточно-Сибирское  | 0/?     | Столкновение с сугробом при посадке до ВПП | [ 8 ]  |
| 26 марта 1972 года    | близ Стерлитамака                                                                        | Ан-2    | 29380          | Приволжское         | 0/?     | Разбился из-за обледенения в во время полёта | [ 9 ]  |
| 27 марта 1972 года    | Ворошиловград                                                                            | Ан-2    | 42621          | Украинское          | 1/1     | Самоубийство пилота, направившего самолёт в свой дом (подробнее…) | [ 10 ] |
| 11 апреля 1972 года   | Юкагир                                                                                   | Ан-2Т   | 44937          | Якутское            | 1/4     | Упал после взлёта из-за ошибок в пилотировании | [ 11 ] |
| 12 апреля 1972 года   | Хмельницкая область                                                                      | Ми-1МНХ | 81522          | Украинское          | 0/?     | Разбился после отказа двигателя | [ 12 ] |
| 17 апреля 1972 года   | Выездное, Арзамасский район                                                              | Ан-2    | 01506          | Приволжское         | 2/2     | Столкновение с ЛЭП в ходе авиационно-химических работ | [ 13 ] |
| 19 апреля 1972 года   | близ Фрунзе                                                                              | Ми-2    | 20101          | Киргизское          | 0/?     | Разбился в ходе авиационно-химических работ из-за потери управления, вызванной неравномерной загрузкой баков с химикатами                                                                               | [ 14 ] |
| 24 апреля 1972 года   | Глиное, Григориопольский район                                                           | Ан-2    | 49306          | Украинское          | 4/4     | Из-за уклонения с трассы, во время полёта врезался в радиомачту (не была обозначена на картах) | [ 15 ] |
| 30 апреля 1972 года   | Внуково, Москва                                                                          | Ан-10   | 11159          | Украинское          | 0/?     | Грубая посадка | [ 16 ] |
| 4 мая 1972 года       | Братск                                                                                   | Як-40   | 87778          | Восточно-Сибирское  | 18/18   | Столкновение с деревьями при заходе посадку в условиях болтанки (подробнее…) | [ 17 ] |
| 5 мая 1972 года       | Полтавская область                                                                       | Ан-2    | 25604          | Украинское          | 2/2     | Столкновение со строением в ходе воздушного хулиганства (выполнение фигур пилотажа на малой высоте) нетрезвого пилота после самовольного вылета                                                         | [ 18 ] |
| 8 мая 1972 года       | Девятерня, Агрызский район                                                               | Ан-2Р   | 45292          | Таджикское          | 2/2     | Столкновение с деревьями после взлёта | [ 19 ] |
| 12 мая 1972 года      | близ Киренска                                                                            | Ан-2ТП  | 50506          | Восточно-Сибирское  | 0/?     | Разбился после отказа двигателя | [ 20 ] |
| 13 мая 1972 года      | лиман Западный, Приморско-Ахтарский район                                                | Ми-2    | 20095          | Северо-Кавказское   | 2/2     | Врезался в воду при полёте на малой высоте в условиях тумана; пилот был сильно пьян. | [ 21 ] |
| 18 мая 1972 года      | Русская Лозовая, близ Харькова                                                           | Ан-10А  | 11215          | Украинское          | 122/122 | При заходе на посадку разрушилось крыло (подробнее…) | [ 22 ] |
| 22 мая 1972 года      | близ Новокузнецка                                                                        | Ми-8    | 11083          | Западно-Сибирское   | 0/?     | Вынужденная посадка на местности после отказа управления хвостовым винтом | [ 23 ] |
| 4 июня 1972 года      | Крымская область                                                                         | Ми-2    | 20097          | Украинское          | 0/?     | Разбился при посадке, зацепив хвостовым винтом препятствие | [ 24 ] |
| 5 июня 1972 года      | близ Стара-Загоры                                                                        | Ми-1М   | 81520          | Украинское          | 0/?     | Столкновение с горой при полёте в условиях турбулентности | [ 25 ] |
| 15 июня 1972 года     | Речка, Батецкий район                                                                    | Ан-2    | 02692          | Северное            | 2/2     | Столкновение с землёй в ходе авиационно-химических работ из-за кратковременного падения мощности двигателя                                                                                              | [ 26 ] |
| 18 июня 1972 года     | Квашнинское, Камышловский район                                                          | Ми-8Т   | 11072          | Уральское           | 3/4     | При транспортировке груза на внешней подвеске по неустановленной причине отделилась хвостовая балка | [ 27 ] |
| 18 июня 1972 года     | Кокчетавская область                                                                     | Ми-2    | 23925          | Киргизское          | 0/?     | Разбился после остановки двигателей из-за истощения топлива при самовольном вылете | [ 28 ] |
| 26 июня 1972 года     | Симферополь                                                                              | Ту-154  | 85020          | Московское          | 0/?     | Грубая посадка. Есть информация, что в тот же день самолёт получил повреждения во Внуково (Москва) из-за рассинхронизированной работы закрылков, но по другим данным это произошло 6 августа 1974 года. | [ 29 ] |
| 28 июня 1972 года     | Еравнинский район, близ Ширинги                                                          | Ан-2    | 23925          | Восточно-Сибирское  | 4/4     | Упал на землю при облёте полей (отказ двигателя, либо ошибки в пилотировании) | [ 30 ] |
| 28 июня 1972 года     | Кзыл-Ординская область                                                                   | Ан-2    | 35313          | Украинское          | 0/?     | Столкновение с землёй при авиационно-химических работах из-за отвлечения экипажа | [ 31 ] |
| 29 июня 1972 года     | Астраханский район, совхоз «Первомайский»                                                | Ан-2    | 46652          | Казахское           | 1/2     | Сваливание и столкновение с землёй при авиационно-химических работах из-за отказа управления рулём поворота                                                                                             | [ 32 ] |
| 7 июля 1972 года      | Закарпатская область                                                                     | Ми-2    | 23923          | Украинское          | 0/?     | Разбился после остановки двигателей из-за истощения топлива | [ 33 ] |
| 8 июля 1972 года      | Мурманск                                                                                 | Ту-134  | 65604          | Ленинградское       | 0/?     | Пожар на борту из-за самовоспламенения от удара одного из чемоданов с пероксидом калия | [ 34 ] |
| 11 июля 1972 года     | Сахалинская область, близ Охи                                                            | Ан-2    | 98280          | Дальневосточное     | 2/2     | Сваливание и падение на землю после вылета из-за ошибок в пилотировании | [ 35 ] |
| 13 июля 1972 года     | Калтасинский район, близ Шарипова                                                        | Ка-26   | 24097          | Приволжское         | 6/6     | Столкновение с деревьями после снижения под безопасную высоту (вероятно, на борту был отказ) | [ 36 ] |
| 17 июля 1972 года     | Икшинское водохранилище                                                                  | Ту-134  | 65604          | ГосНИИ ГА           | 0/5+    | Вынужденное приводнение из-за истощения топлива после обесточивания самолёта (подробнее…) | [ 37 ] |
| 19 июля 1972 года     | Енотаевский район, близ Енотаевки                                                        | Ан-2    | 15283          | Северо-Кавказское   | 1/1     | Упал из-за воздушного хулиганства (манёвры на малой высоте) сильно пьяного пилота после самовольного вылета                                                                                             | [ 38 ] |
| 19 июля 1972 года     | Балахтинский район, близ Красноярска                                                     | Ми-4    | 66894          | Красноярское        | 4/4     | Упал в лес после вероятного отказа муфты свободного хода | [ 39 ] |
| 23 июля 1972 года     | Северный Ледовитый океан, близ мыса Стерлигова, Таймыр (75°43′04″ с. ш. 90°03′05″ в. д.) | Ми-2    | 20006          | Дальневосточное     | 3/3     | Обслуживал ледокол «Москва» на Северном морском пути. Потерял высоту и ударился о лёд при прерванном заходе на посадку из-за ошибок пьяного пилота.                                                     | [ 40 ] |
| 28 июля 1972 года     | Усть-Куйга                                                                               | Ан-2П   | 32649          | Якутское            | 0/?     | Разбился из-за ошибок в пилотировании после отказа двигателя | [ 41 ] |
| 2 августа 1972 года   | Жуляны, Киев                                                                             | L-200D  | 34481          | Украинское          | 0/?     | Разбился после отказа двигателя | [ 42 ] |
| 4 августа 1972 года   | Орочен 2-й, близ Алдана                                                                  | Ил-14М  | 91537          | Якутское            | 0/6+    | Отказ двигателя при взлёте; столкновение с препятствием при вынужденной посадке | [ 43 ] |
| 7 августа 1972 года   | близ Мегиона                                                                             | Ми-6    | 11328          | Тюменское           | 0/?     | Разбился после отказа двигателя | [ 44 ] |
| 8 августа 1972 года   | близ Хабаровска                                                                          | Ми-1    | 20202          | Дальневосточное     | 0/?     | Разбился из-за потери управления после попадания в хвостовой винт отделившейся крышки лючка хвостовой балки                                                                                             | [ 45 ] |
| 11 августа 1972 года  | Херсон                                                                                   | Ан-2    | 01526          | Украинское          | 14/19   | Столкновение с землёй при заходе на посадку из-за потери управления после попадания в спутную струю вертолёта Ми-6 (подробнее…)                                                                         | [ 46 ] |
| 13 августа 1972 года  | близ Южно-Сахалинска                                                                     | Ан-2    | 01147          | Дальневосточное     | 0/?     | Разбился после отказа двигателя | [ 47 ] |
| 17 августа 1972 года  | Алней, 70 км от Козыревска                                                               | Ми-4    | 01840          | Дальневосточное     | 1/6     | Столкновение с горным склоном при заходе на посадку | [ 48 ] |
| 19 августа 1972 года  | Нюя-Северная, близ Ленска                                                                | Ми-8    | 22520          | Якутское            | 2/10    | Вынужденная посадка на лес после отказа главного редуктора | [ 49 ] |
| 26 августа 1972 года  | Талаги, Архангельск                                                                      | Ил-18Б  | 75663          | Архангельское       | 0/?     | Грубая посадка и выкатывание за пределы ВПП | [ 50 ] |
| 30 августа 1972 года  | Ока, Врачово-Горки, Луховицкий район                                                     | Ан-2    | 32520          | Центральных районов | 2/2     | В ходе авиационно-химических работ потерял высоту и врезался в землю из-за ошибок в пилотировании после попадания в дым и туман                                                                         | [ 51 ] |
| 30 августа 1972 года  | Сунтарский район, близ Сунтара                                                           | Ан-2    | 49369          | Якутское            | 0/?     | Вынужденная посадка из-за пожара на борту при перевозке бочек с топливом | [ 52 ] |
| 31 августа 1972 года  | Абзелиловский район, близ Магнитогорска                                                  | Ил-18В  | 74298          | Казахское           | 102/102 | Пожар на борту из-за возгорания багажа (подробнее…) | [ 53 ] |
| 8 сентября 1972 года  | Николаевская область                                                                     | Ка-15   | 30140          | Украинское          | 0/?     | Разбился после отказа двигателя | [ 54 ] |
| 10 сентября 1972 года | Великая Вулыга, Тывровский район                                                         | Ан-2М   | 02369          | Украинское          | 2/2     | Упал после взлёта из-за заблокированных рулей высоты и поворота; пилоты были пьяны. | [ 55 ] |
| 13 сентября 1972 года | Семипалатинская область                                                                  | Ан-2    | 33233          | Казахское           | 0/?     | Разбился при посадке на непригодную площадку | [ 56 ] |
| 23 сентября 1972 года | Кокчетавская область, близ Кокчетава                                                     | Ми-1А   | 68012          | Казахское           | 1/3     | Столкновение с ЛЭП при полёте на малой высоте; организм пилота был отравлен из-за укусов пчёл при аллергии на пчелиный яд.                                                                              | [ 57 ] |
| 23 сентября 1972 года | Александров Гай                                                                          | Ми-1А   | 40481          | Азербайджанское     | 1/2     | Упал после взлёта по неустановленной причине | [ 58 ] |
| 1 октября 1972 года   | Чёрное море, близ Сочи                                                                   | Ил-18В  | 75507          | Московское          | 109/109 | Упал в море после взлёта по неустановленной причине (подробнее…) | [ 59 ] |
| 6 октября 1972 года   | Черский                                                                                  | Ан-2П   | 40481          | Якутское            | 0/?     | Разбился после отказа двигателя | [ 60 ] |
| 13 октября 1972 года  | Нерское озеро, Дмитровский район (56°04′50″ с. ш. 37°24′36″ в. д.)                       | Ил-62   | 86671          | ЦУ МВС              | 174/174 | Столкновение с землёй при заходе на посадку; причины не установлены (подробнее…). | [ 61 ] |
| 15 октября 1972 года  | близ Енисейска                                                                           | Ми-2    | 23899          | Красноярское        | 0/?     | Разрушился при грубой посадке | [ 62 ] |
| 22 октября 1972 года  | Северный, Красноярск                                                                     | Як-40   | 87819          | Красноярское        | 0/?     | Упал после взлёта из-за обледенения и неверного расчёта центровки | [ 63 ] |
| 4 ноября 1972 года    | Курск                                                                                    | Ан-24Б  | 46202          | Приволжское         | 0/3     | Столкновение с деревьями при заходе на посадку | [ 64 ] |
| 5 ноября 1972 года    | Удское                                                                                   | Ан-2    | 32585          | Дальневосточное     | 9/9     | Сваливание и падение на землю после взлёта из-за ошибок нетрезвого экипажа в технике пилотирования (крутой разворот на малой высоте)                                                                    | [ 65 ] |
| 13 ноября 1972 года   | близ Енисейска                                                                           | Ан-2    | 09676          | Красноярское        | 1/14    | Вынужденная посадка на лес после отказа двигателя | [ 66 ] |
| 14 ноября 1972 года   | Ленск                                                                                    | Ан-2    | 91726          | Якутское            | 0/?     | Столкновение с землёй при тренировочном полёте | [ 67 ] |
| 21 ноября 1972 года   | Воркута                                                                                  | Ан-12Б  | 11360          | Московское          | 0/8     | Столкновение с землёй при прерванном заходе на посадку | [ 68 ] |
| 3 декабря 1972 года   | Ербогачён, Катангский район                                                              | Ан-2    | 41306          | Восточно-Сибирское  | 0/?     | Разбился после отказа двигателя | [ 69 ] |
| 9 декабря 1972 года   | Каргасокский район, близ Каргасока                                                       | Ми-2    | 15737          | Западно-Сибирское   | 1/1     | Упал на болото после последовательного отказа обоих двигателей | [ 70 ] |
| 10 декабря 1972 года  | ХМАО, близ Белого Яра                                                                    | Ми-8Т   | 22542          | Грузинское          | 0/17    | Упал при взлёте и врезался в препятствия из-за дезориентации экипажа в условиях снежного вихря | [ 71 ] |
| 16 декабря 1972 года  | близ Нюрбы                                                                               | Ми-4    | 31443          | Якутское            | 0/?     | Разбился после отказа двигателя | [ 72 ] |
| 21 декабря 1972 года  | близ Челкара                                                                             | Ми-1    | 40514          | Казахское           | 0/?     | Столкновение с землёй при полёте в СМУ на малой высоте | [ 73 ] |
| 26 декабря 1972 года  | близ Охи                                                                                 | Ми-4    | 31403          | Дальневосточное     | 0/?     | Разбился после отказа системы продольного управления (рассоединение проводки) | [ 74 ] |
| 27 декабря 1972 года  | Переволоцкий район, близ Абрамовки                                                       | Ка-26   | 19392          | Украинское          | 2/2     | Столкновение с землёй после ухода с маршрута и снижения под безопасную высоту | [ 75 ] |
| 31 декабря 1972 года  | Булун, Тикси                                                                             | Ан-2    | 96248          | Якутское            | 0/24    | Сваливание при взлёте из-за перегруза и нарушения центровки | [ 76 ] |

### Комментарии
1. ↑  Самолёт появляется в короткометражном фильме «Комэск» 1965 года (взлетает на 8-й минуте)
2. ↑  Сразу после катастрофы эксплуатация Ан-10 была прекращена